# Catharina Josepha Pratten

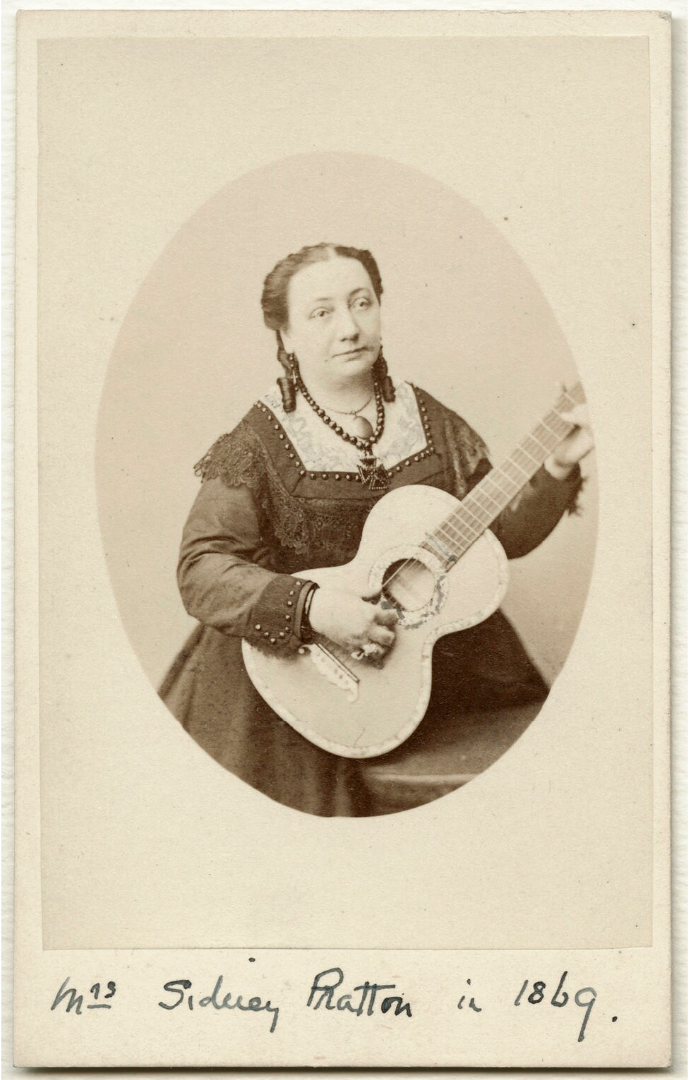
Catharina Josepha Pratten

Catharina Josepha Pratten (bekannt als Madame Sidney Pratten, * 1821 in Mülheim am Rhein; † 10. Oktober 1895 in London) war eine deutsche Gitarristin, Komponistin und Gitarrenlehrerin.

## Leben
Catharina Josepha wurde 1821 als Tochter des deutschen Gitarristen Ferdinand Pelzer geboren. Sie wuchs, ebenso wie ihre jüngere Schwester Giulia, in England auf und erhielt Gitarren-Unterricht von ihrem Vater. Sie wurde als Wunderkind auf der Gitarre bekannt und konzertierte im Kindesalter gemeinsam mit Giulio Regondi.
Nach einem kurzen Aufenthalt in Exeter heiratete sie 1854 den, ebenfalls seit dem Kindesalter bekannten und aus einer renommierten Musikerfamilie stammenden, Flötisten Robert Sidney Pratten (1824–1868), mit dem sie drei Söhne hatte. Dieser Zweig der Pratten-Familie benutzte wohl den Zweitnamen Sidney, um sich von anderen Familienzweigen abzuheben. Nach der Heirat trat Catharina öffentlich unter dem Namen Madame Sidney Pratten auf.
Unter diesem Namen konnte sie sich insbesondere einen Ruf als hervorragende Gitarrenlehrerin erarbeiten. Dazu dürfte auch beigetragen haben, dass sie unter anderem die Prinzessinnen Louise und Beatrice am königlichen Hof unterrichtete. Später (ab 1888) gehörte unter anderem der Gitarrist und Komponist Ernest Shand zu ihren Schülern. Yates bezeichnet sie in diesem Zusammenhang als „angesehenste Gitarristin ihrer Zeit“.
In ihren Lehrwerken zeigte Pratten zunehmend einfache und leicht zu erlernende Wege zum Gitarrenspiel auf. Turnbull sieht darin den Niedergang der Gitarre im Laufe des neunzehnten Jahrhunderts widergespiegelt: Enthielt ihr Guitar Tutor noch Stücke von Fernando Sor und Mauro Giuliani, so war das anschließende Learning the Guitar Simplified schon mit „angenehmen und leichten Stücken“ versetzt und auf jeder zweiten Seite mit einer Abbildung des Griffbrettes versehen. Die 1891 erschienenen Colored Diagrams schließlich benutzten einfache Farbkennzeichnungen und die Instructions for the Guitar Tuned in E-Major waren ausdrücklich denjenigen, „die wenig Zeit zum Üben haben oder das Gitarrespielen erst spät im Leben erlernen“ gewidmet.
Nach ihrem Tod verwaltete ihre Schwester Giulia das Erbe und führte auch die Gitarrenschule in London fort.

## Werk

### Lehrwerke
- Instructions for the Guitar
- The Guitar Tutor, 2 Bände, London 1881
- Learning the Guitar Simplified, Eigenverlag, 1891
- Colored Diagrams of the Notes of the Fingerboard of the Guitar
- Instructions for the Guitar Tuned in E Major

### Kompositionen (Auswahl)
- Songs Without Words and Sketches
- Four Italian Songs, for the Guitar, etc. London 1861.
- Pianoforte and Guitar accompaniments to various Pieces for the Gigelira, etc. London 1882
- 12 Easy songs with accompn. for the guitar. Boosey, London 1888.
- First Set of easy ... Pieces, composed, arranged and selected from various composers, to illustrate the various styles of Guitar playing. Boosey, London 1889
- Paganini's Carnaval de Venise, Repertoire for the guitar No. 31, Eigenverlag, London